# Berenoor
Berenoor (Arctotis) is een geslacht van hoofdzakelijk eenjarige planten uit de composietenfamilie (Asteraceae). Er zijn ongeveer vijftig soorten. De Nederlandse naam berenoor slaat waarschijnlijk op de bloemen.
Sommige soorten worden als tuinplant gekweekt. Ze hebben wollige, grijsgroene, sterk ingeneden bladeren. De bloemen lijken op die van de gewone margriet.

## Kweek
Berenoor kan gedijen op vrijwel elke grondsoort, mits deze goed doorlatend is. Een zonnige plek is optimaal, bij voorkeur zeven uur zon per dag. Planten dient te geschieden in maart. Zaaien kan ook; dit dient in april te gebeuren.
Berenoor is een geschikte snijbloem.

## Soorten
Een selectie van de soorten:
- Arctotis grandis: parelwitte bloemen met gouden hartje, tot 90 cm hoog, bloeit van juli tot eind van de herfst.
- Arctotis stoechadifolia: lijkt op Arctotis grandis, maar het bloemhart is grijsbruin, bloeit van juli tot oktober.

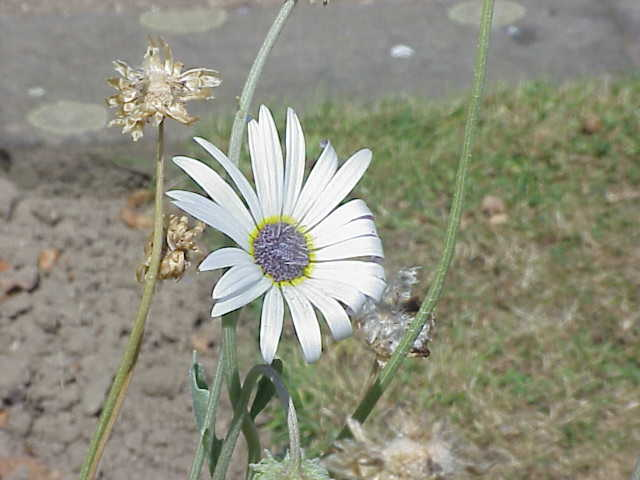
Arctototis venusta
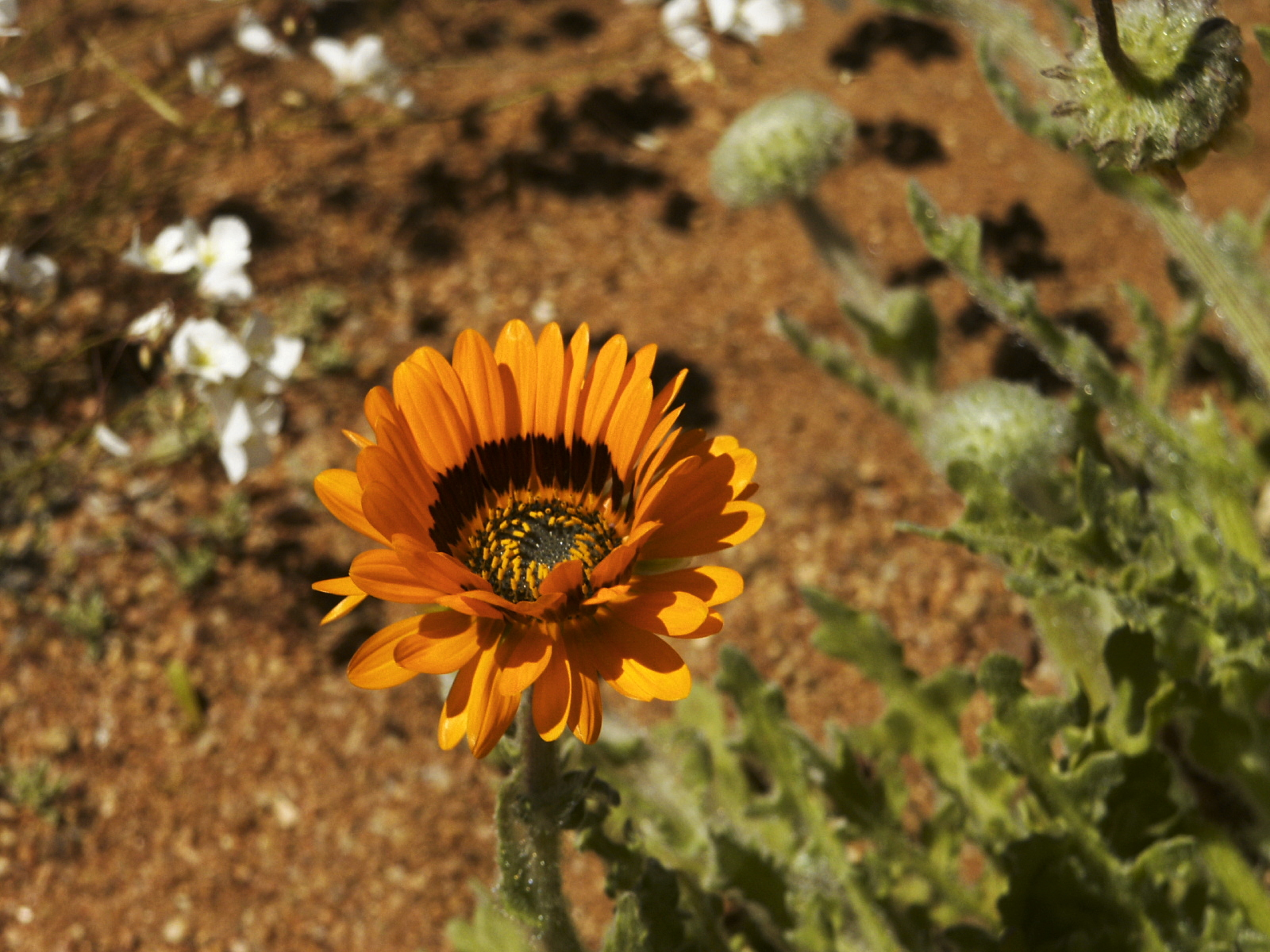
Arctotis fastuosa
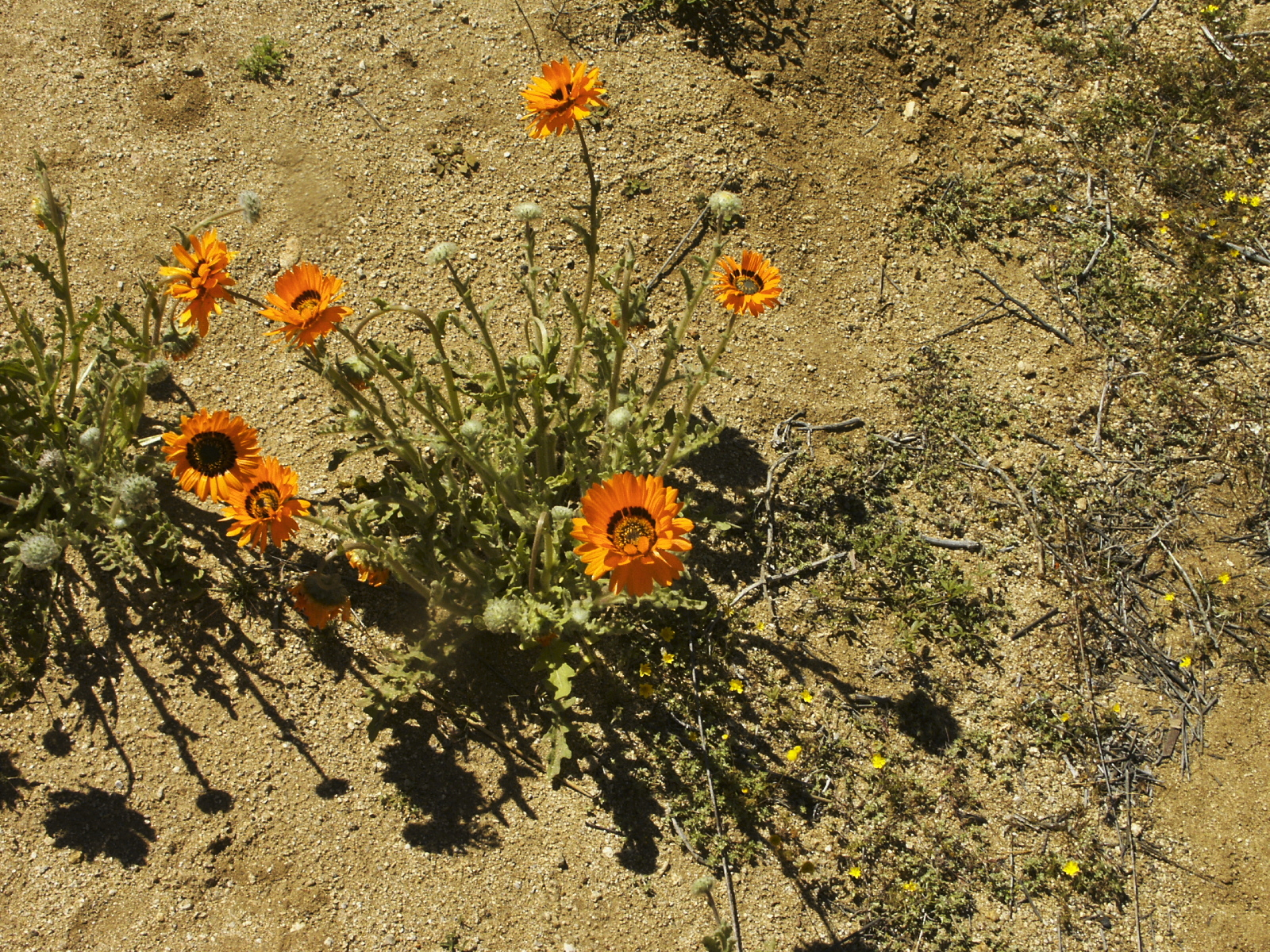
Arctotis fastuosa
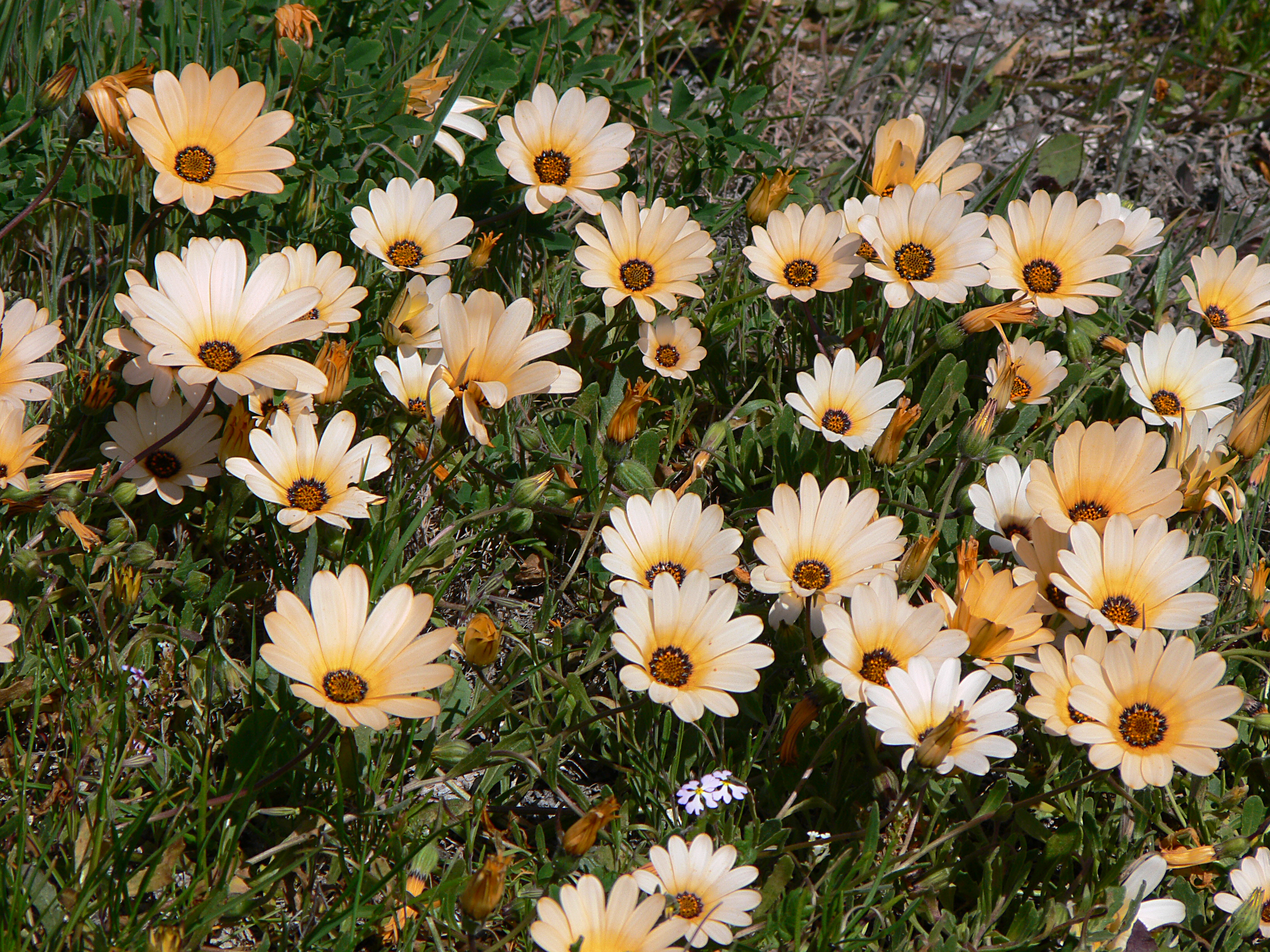
Arctotis stoechadifolia